# Dark Energy Survey
Dark Energy Survey (DES, с англ. — «Обзор тёмной энергии») — это астрономический обзор в видимой и ближней инфракрасной области спектра, целью которого является изучение динамики расширения Вселенной и роста крупномасштабной структуры Вселенной. Проект является результатом сотрудничества исследовательских институтов и университетов из США, Австралии, Бразилии, Великобритании, Германии, Испании и Швейцарии.
Фотографирование неба осуществлялось при помощи 4-метрового телескопа имени Виктора Бланко, расположенного в Межамериканской обсерватории Серро Тололо (CTIO) в Чили, оснащенного Dark Energy Camera (DECam, с англ. — «камера темной энергии»). По сравнению с ранее применявшимися инструментами, этот прибор обладает более высокой чувствительностью изображения в красной части видимого спектра и в ближней инфракрасной области.
Преимуществом DECam является ширина поля зрения (диаметр 2,2 градуса), которое является одним из наибольших среди наземных инструментов для наземной оптической и инфракрасной визуализации. В ходе обзора было получено изображение 5000 квадратных градусов южного неба в области, которая частично пересекается с областями, являющимися целью обзора, производимого с использованием Южного полярного телескопа и «полосой 82» Слоановского цифрового небесного обзора (по большей части в обход Млечного Пути). Для завершения обзора потребовалось 758 ночей наблюдений в течение шестилетнего срока исследований, при этом область съемки была запечатлена десять раз с использованием пяти фотометрических фильтров (g, r, i, z и Y). DES официально начал работу в августе 2013 года и завершил наблюдения 9 января 2019 года.
К августу 2019 года на основе данных проекта было опубликовано около 200 научных работ. Основными научными результатами являются:
- точное измерение структуры тёмной материи и её сопоставление с результатами исследований реликтового излучения, позволяющее проследить эволюцию Вселенной;
- открытие нескольких карликовых галактик, являющихся спутниками Млечного Пути;
- создание самой точной карты распределения тёмной материи по Вселенной.
- обнаружение сверхновых в отдалённых галактиках, в том числе самой удалённой от нас из известных сверхновых.
- открытие нескольких малых тел Солнечной Системы[5].

В январе 2018 года был предоставлен открытый доступ к первой, а в январе 2021 года — ко второй части данных, полученных проектом. В состав выложенного материала входят изображения, каталог астрономических объектов, созданный на их основе, и связанные наборы данных. Каталог содержит данные примерно о 691 миллионе объектов, из которых 543 миллиона классифицированы как галактики, а 145 миллионов — как звёзды. Яркость объектов измерена с точностью до 0,01m, положение с точностью примерно 27 миллисекунд дуги. Это один из крупнейших каталогов астрономических объектов.